# Schwedischer Hip-Hop
Schwedischer Hip-Hop ist Hip-Hop-Musik aus Schweden. 
Jazz, Blues und Soul haben einen festen Platz in der schwedischen Kultur. Der Hip-Hop ist ein Neuzugang seit Anfang der 1990er Jahre, als Eurodance-Künstler wie Rob’n’Raz und Basic Element an Popularität verloren und Gruppen wie Just D mit dem Stil experimentierten. Es ist sicherlich kein Zufall, dass die Hip-Hop-Kultur in Schweden erst relativ spät erwachte und dann mit den Problemen in immigrantenreichen Stockholmer Vororten zusammenfiel, wo die Integration schleppend voranging und die Arbeitslosigkeit und Kriminalität in die Höhe schnellten.
The Latin Kings waren die ersten Hip-Hop-Repräsentanten, die landesweit bekannt wurden. Sie rappten auf Schwedisch, vermischt mit Ausdrücken der Stockholmer Vororte. Es folgten die Blacknuss Allstars (houseband des gleichnamigen Clubs der einmal wöchentlich im Stockholmer Jazzclub Fasching stattfindet) und Infinite Mass, die beide auf Englisch rappten. 1996 kam der große Durchbruch für den Hip-Hop in Schweden mit Petter aus Stockholm, und ihm folgte eine Reihe Künstler wie Thomas Rusiak, DJ Sleepy, Eye-N-I, Ken Ring und Ayo. Die erste weibliche schwedische MC mit größeren Erfolgen war Feven. Advance Patrol und vor allem Looptroop wurden auch international bekannt.
2005 ist Timbuktu der wohl erfolgreichste Rapper innerhalb Schwedens. Er bringt seine politischen Texte in starkem schonischem Dialekt, wird von Kritikern gepriesen und seine Platten verkaufen sich. In Schweden und teilweise den Nachbarländern sehr erfolgreich sind auch Maskinen, eine Gruppe aus den Rappern Frej Larsson und Herbert „Afasi“ Munkhammar von Afasi & Filthy. Larsson ist zudem Teil des Hip-Hop-Duos Far & Son.
Weitere schwedische Rapper sind Promoe, Intense, Don Diego, Snook, Fjärde Världen, Afasi & Filthy, Ison & Fille, Organism 12, Paragon, Fronda, Kenta, Pst/Q, Svenska Akademien, Sedlighetsroteln, Chords, The Casual Brothers, Helt Off, Ungdumshälsan, Kekke Kulcha, Spotrunnaz, Freestyle Embee und Adam Kanyama.